# Vigh László (biokémikus)
Vigh László (Magyarszerdahely, 1950. február 6. –) Széchenyi-díjas magyar biokémikus, a Magyar Tudományos Akadémia rendes tagja. A biokémia neves kutatója, a sejtmembránok molekuláris szerveződését, fizikai állapotát, illetve funkcióit kutatja. Kidolgozója a sejtmembránok úgynevezett homogén katalitikus hidrogénezéssel való módosításának. Joó Ferenccel közösen önálló módszert vezettek be a hidrogénező katalizátorokkal való programozott változások terén, elsősorban a membránlipidek telítettségénél és a membránfluiditásnál. Emellett nevéhez fűződik a membrán termoszenzor hipotézisének megalkotása. 1993 és 2004 között az MTA Szegedi Biológiai Kutatóközpont Biokémiai Kutatóintézet igazgatója. 2001 és 2004 között a központ innovációs, 2008-tól stratégiai főigazgató-helyettese.

## Életpályája
A nagykanizsai Landler Jenő Gimnáziumban érettségizett. Egyetemi tanulmányait 1970-ben kezdte meg a szegedi József Attila Tudományegyetem Természettudományi Kar vegyész szakán, ahol 1975-ben szerzett kutatóvegyészi diplomát. Még egyetemi évei alatt, tudományos diákkörösként került az MTA Szegedi Biológiai Kutatóközpont (SZBK) Biokémiai Kutatóintézetébe Farkas Tibor révén. Diplomájának megszerzése után az intézetben maradt, kezdetben ösztöndíjas gyakornokként. 1977-ben védte meg egyetemi doktori disszertációját. 1978-ban tudományos munkatársi, 1990-ben tudományos főmunkatársi, 1993-ban tudományos tanácsadói megbízást kapott. A 2000-es évek közepén kutatóprofesszorrá nevezték ki. Az intézetben 1986-ban kapott önálló csoportot, amely a molekuláris stresszbiológiával foglalkozik. 1994-ben nevezték ki az intézet igazgatójává, tisztségében többször megerősítették. Még intézetigazgatósága idején kinevezték 2001-ben az SZBK innovációs főigazgató-helyettesévé. Mindkét pozíciójából 2004-ben távozott. Négy évvel később ismét a központ egyik főigazgató-helyettese lett, most a stratégiai ügyekért vált felelőssé. 2005-ben a Szegedi Tudományegyetem címzetes egyetemi tanárrá avatta. Magyarországi munkái mellett 1986-1987-ben a University of Texas, Austin, 1989-ben a párizsi Curie Egyetem, 1992-ben Okazakiban a NIBB (National Institute for Basic Biology, Japan) intézet, valamint többször a Groningeni Állami Egyetem vendégkutatója volt. 2000-2001-ben a University of California, Santa Cruz vendégprofesszora.
1988-ban védte meg a biológiai tudomány kandidátusi, 1992-ben akadémiai doktori értekezését. Az MTA Mezőgazdasági Biotechnológiai, a Biokémiai és Molekuláris Biológiai Bizottságának lett tagja. 2004-ben a Magyar Tudományos Akadémia levelező, 2010-ben rendes tagjává választották. 2013-ban a londoni székhelyű Academia Europaea tagja lett. Akadémiai tevékenységén kívül 1997-ben a Straub Örökség Alapítvány kuratóriumának elnöke lett. A BBA - Molecular and Cell Biology of Lipids című tudományos szakfolyóirat szerkesztőbizottságába is bekerült. Ezenkívül a Magyar Biokémiai Egyesületben és a Magyar Növényélettani Társaságban aktív, előbbiben alelnökké is választották. Több mint száznyolcvan tudományos publikációs szerzője vagy társszerzője, emellett több mint harminc szabadalom birtokosa. Publikációit magyar és angol nyelven adja közre.

## Díjai, elismerései
- Straub-emlékérem (1989)
- Széchenyi-díj (1998, Joó Ferenccel megosztva)
- Szőkefalvi-Nagy Béla-díj (2011)
- Gábor Dénes-díj (2012)
- A Magyar Érdemrend középkeresztje (2015)
- Pro Urbe díj, Szeged (2017)

## Főbb publikációi
- Protoplast plasmalemma fluidity of hardened wheats correlates with frost resistance (társszerző, 1979)
- Modulation of membrane fluidity by catalytic hydrogenation affects the chilling susceptibility of the blue-green alga, Anacystis nidulans (Joó Ferenccel, 1983)
- Modulation of chloroplast membrane lipids by homogenous catalytic hydrogenation (társszerző, 1985)
- Increased thermal stability of pigment-protein complexes of pea thylakoids following catalytic hydrogenation of membrane lipids (társszerző, 1986)
- Role of lipids in the organization and function of photosystem I I studied by homogeneous catalytic hydrogenation of thylakoid membrane in situ (társszerző, 1987)
- Relation between lipid saturation and lipid-protein interaction in liver mitochondria modified by catalytical hydrogenation with reference to cardiolipin molecular species (társszerző, 1990)
- The primary signal in the biological perception of temperature: Pd-catalyzed hydrogenation of membrane lipids stimulated the expression of desA gene in Synechocystys PCC 6803 (társszerző, 1993)
- ow temperature dependent expression of the desaturase gene desA in Synechocystis PCC6803 (társszerző, 1993)
- Membrane lipid perturbation modifies the set point of the temperature of heat shock response in yeast (társszerző, 1996)
- Bimoclomol: a novel, non-toxic, hydroxylamine derivative with stress protein inducing activity and wide cytoprotective effects (társszerző, 1997)
- Evidence for a lipochaperonin: association of active protein-folding GroESL oligomers with lipids can stabilize membranes under heat shock conditions (társszerző, 1997)
- Does the Membrane Physical State Control the Expression of heat Shock and Other Genes? (társszerző, 1998)
- Membrane Physical State Controls the Signaling Mechanism of the Heat Shock Response in Synechocystis PCC 6803: Identification of hsp17 as a "fluidity gene" (társszerző, 1998)
- Synechocystis HSP17 is an amphitropic protein that stabilizes heat-stressed membranes and binds denatured proteins for subsequent chaperone-mediated refolding (társszerző, 2001)
- Small heat-shock proteins regulate membrane lipid polymorphism (társszerző, 2002)
- Dynamic, yet structured: The cell membrane three decades after the Singer-Nicolson model (társszerző, 2003)
- The significance of lipid composition for membrane activity: new concepts and ways of assessing function (társszerző, 2005)
- The Small Heat Shock Proteins And Their Clients (társszerző, 2007)
- HSP72 protects against obesity-induced insulin resistance (társszerző, 2008)
- Imaging of Mobile Long-lived Nanoplatforms in the Live Cell Plasma Membrane (társszerző, 2010)
- Heat shock response in photosynthetic organisms: Membrane and lipid connections (társszerző, 2012)
- Sejtmembránok és hőmérsékletstressz. Székfoglaló előadások a Magyar Tudományos Akadémián. (2014)